# Ингунда (кралица на вестготите)
Ингунда (на латински: Ingund, Ingunde, Inguthis; * 567; † 585, Картаген) е кралица, съпруга на вестготския престолонаследник Херменегилд в Испания.

## Биография
Дъщеря е на франксия крал Сигиберт I от Австразия и Брунхилда, дъщеря на вестготския крал Атанагилд и Госвинта. Баба ѝ Госвинта след смъртта на Атанагилд († 567, Толедо) се омъжва за краля на вестготите, вдовеца Леовигилд († април/май 586, Толедо).
През 579 г. Ингунда се омъжва за Херменегилд, който е от 573 г. съ-крал и син на вестготския крал Леовигилд от неговия първи брак с Теодосия, дъщеря на управител на провинция Картаген. Ингунда e православна християнка и не желае да приеме арианството, в което вярва вестготската кралска фамилия.
Леовигилд изпраща Херменегилд в Севиля, от където да управлява южната част на Западноготското кралство. С влиянието на Ингунда и епископ Леандър от Севиля Херменегилд става официално православен и въстава против баща си. Херменегилд капитулира в началото на 584 г. и е затворен в Тарагона. През 585 г. е убит в затвора. Ингунда бяга със сина им Атанагилд във византийската част на Южна Испания. Тя умира през 585 г. в Картаген, Атанагилд е заведен в Константинопол.